# Vũ Thanh
Vũ Thanh (giản thể: 武清区; phồn thể: 武清區; bính âm: Wǔqīng Qū) là một khu (quận) thuộc thành phố Thiên Tân, Trung Quốc. Quận nằm ở tây bắc Thiên Tân, gần Đại Vận Hà và giáp với tỉnh Hà Bắc.
Vũ Thanh xưa gọi là Tuyền Châu. Thời tiền Tần là tên của khu vực. Đến năm Nguyên Phong thứ 5 thời Hán Vũ Đế thì lập huyện, Vũ Thanh lúc đó thuộc hai huyện Tuyền Châu và Ung Nô. Năm Chân Quân thứ 7 thời Bắc Ngụy Thái Bình cho nhập Tuyền Châu với Ung Nô, đến năm Đường Thiên Bảo thứ 1 thì phế tên trước đó, đổi thành huyện Vũ Thanh. Năm 2000, Vũ Thanh trở thành khu.
Vũ Thanh được chia thành:
Nhai đạo
- Vận Hà Tây nhai đạo (运河西街道)
- Dương Thôn nhai đạo (杨村街道)
- Từ Quan Đồn nhai đạo (徐官屯街道)
- Hạ Chu Trang nhai đạo (下朱庄街道)
- Hoàng Trang nhai đạo (黄庄街道)
- Đông Bồ Oa nhai đạo (东蒲洼街道)

Trấn
| - Đông Mã Khuyên trấn (东马圈镇) - Hoàng Hoa Điếm trấn (黄花店镇) - Thạch Các Trang trấn (石各庄镇) - Vương Khánh Đà trấn (王庆坨镇) - Xá Cô Cảng trấn (汊沽港镇) - Trần Chủy trấn (陈嘴镇) - Mai Xưởng trấn (梅厂镇) - Thượng Mã Đài trấn (上马台镇) - Thôi Hoàng Khẩu trấn (崔黄口镇) - Hà Bắc Đồn trấn (河北屯镇) | - Hạ Ngũ Kỳ trấn (下伍旗镇) - Đại Lương trấn (大良镇) - Đại Dảm Xưởng trấn (大碱厂镇) - Nam Thái Thôn trấn (南蔡村镇) - Đại Mạnh Trang trấn (大孟庄镇) - Tứ Thôn Điếm trấn (泗村店镇) - Hà Tây Vụ trấn (河西务镇) - Thành Quan trấn (城关镇) - Đại Vương Cổ Trang trấn (大王古庄镇) |

Hương
- Đậu Trương Trang hương (豆张庄乡)
- Đại Hoàng Bảo hương (大黄堡乡)
- Tào Tử Lý hương (曹子里乡)
- Cao Thôn hương (高村乡)
- Bạch Cổ Đồn hương (白古屯乡)